# Thomas Lawrence (malarz)
Sir Thomas Lawrence (ur. 13 kwietnia 1769 w Bristolu, zm. 7 stycznia 1830 w Londynie) – angielski malarz-portrecista.

## Życiorys
Jego ojciec był karczmarzem, najpierw w Bristolu, a następnie w Devizes. Gdy miał lat 6 Thomas stał się swoistą atrakcją dla gości baru, na zamówienie których rysował to, czego sobie życzyli i deklamował mowy Miltona. W roku 1779 ojciec popadł w kłopoty finansowe i musiał opuścić Devizes; od tego czasu talent Thomasa stał się podstawą utrzymania rodziny. Zadebiutował wykonując portrety kredką w Oksfordzie, gdzie cieszył się sporym wzięciem. W roku 1782 rodzina osiedliła się w Bath, gdzie młody artysta znalazł mnóstwo pracy wykonując kredką portrety okolicznych notabli, płacących mu gwineę – gwineę i pół od zamówienia. W roku 1784 został nagrodzony przez Towarzystwo Sztuki (ang. Society of Arts) za rysunkową kopię "Przemienienia Pańskiego" Rafaela. Wkrótce potem zaczął malować olejami.
Porzuciwszy myśl by zostać aktorem (próbował swych sił na scenie, nawet z powodzeniem), Lawrence przeniósł się do Londynu w roku 1787, gdzie został ciepło przywitany przez Joshuę Reynoldsa i przyjęty na studia w Akademii Królewskiej (ang. Royal Academy). Niemal natychmiast zaczął wystawiać swoje prace – jego reputacja rosła tak szybko, że w 1791 został członkiem Akademii.

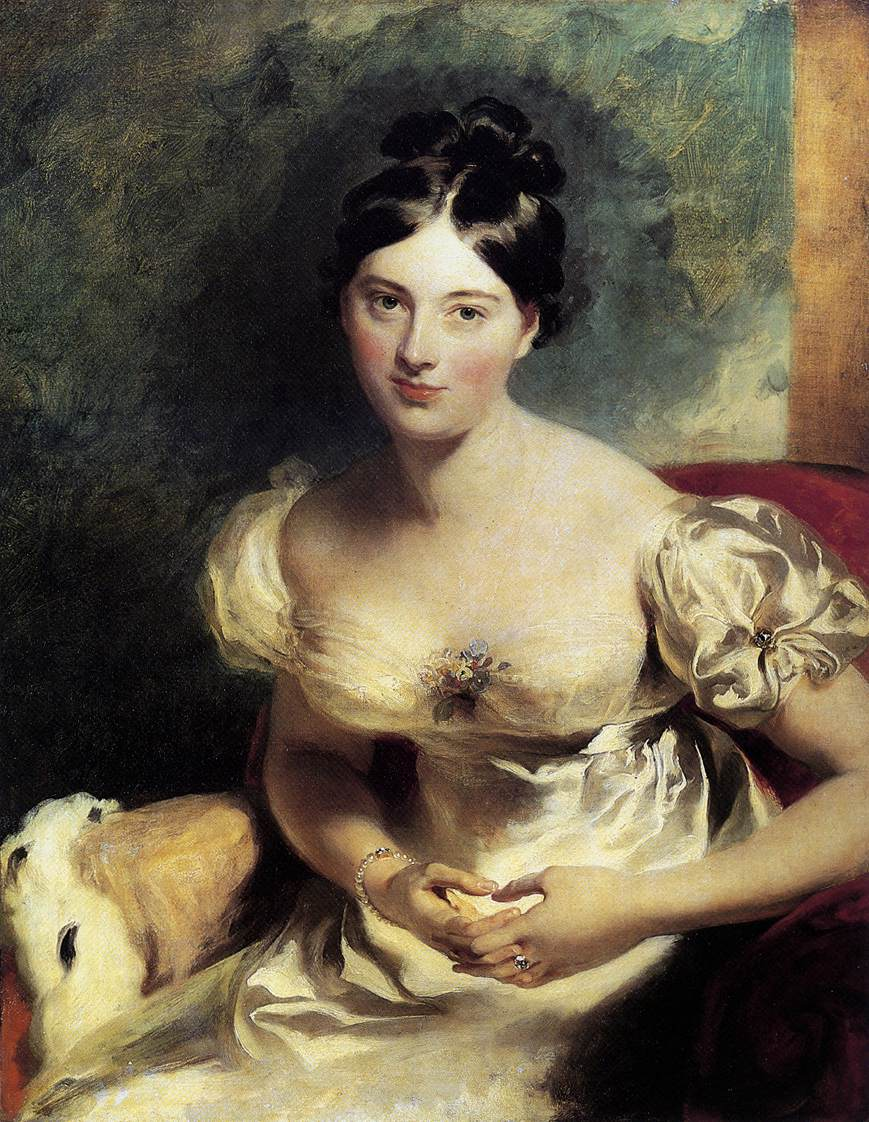
Portret Marguerity, księżnej Blessington, 1819

Śmierć Reynoldsa w roku 1792 otwarła przed nim drogę do dalszych sukcesów. Lawrence został od razu przyjęty do "Towarzystwa Dyletantów" (ang. the Dilettanti Society) i nadwornym malarzem króla Jerzego III w spadku po Reynoldsie. W roku 1794 uznany został za najmodniejszego portrecistę swoich czasów, jego modelami byli najznakomitsze postaci Anglii i większość koronowanych głów Europy. Karolina von Braunschweig była jego ulubioną modelką i – przez jakiś czas – kochanką.
W roku 1815 otrzymał szlachectwo; w 1818 udał się do Akwizgranu by malować władców i dyplomatów, którzy zjechali się na obrady kongresu Świętego Przymierza, a następnie do Wiednia i Rzymu, wszędzie zbierając pochlebne opinie arystokracji, zarówno z powodu jego talentu, jak i nienagannych manier. Do Anglii wrócił po 18 miesiącach i tego samego dnia wybrany został prezydentem Akademii w miejsce Benjamina Westa, który zmarł kilka dni wcześniej. Zasiadał w prezydenckim fotelu aż do śmierci. Nigdy się nie ożenił.
Sir Thomas Lawrence posiadał wszelkie zalety osobiste i umiejętności artystyczne, by stać się i być najmodniejszym z malarzy i – wśród portrecistów angielskich zajmuje należne sobie miejsce, aczkolwiek nie tak wysokie, jaki posiadał za życia. Jego bardziej ambitne prace w stylu klasycystycznym, jak np. kiedyś wychwalany "Szatan", są dzisiaj praktycznie zapomniane.
Największa stała wystawa prac Lawrence'a mieści się w Waterloo Gallery w Windsorze, kolekcja o dużym znaczeniu historycznym. "Master Lambton," namalowany dla lorda Durhama za 600 gwinei, uważany jest za jeden z najlepszych portretów Lawrence'a.